# Vágner Love
Vágner Silva de Souza (n. 11 iunie 1984, Rio de Janeiro), cunoscut ca Vágner Love, este un fotbalist brazilian care evoluează ca atacant la clubul chinez Shandong Luneng și la echipa națională de fotbal a Braziliei, alături de care a câștigat de două ori Copa America. În 2005, a reușit să câștige Cupa UEFA alături de ȚSKA, marcând ultimul gol al finalei (3-1) împotriva celor de la Sporting Lisabona.

## Cariera
Vagner Love a debutat în fotbalul mare la formația Palmeiras, care evolua pe atunci în liga secundă din Brazilia. Love a contribuit din plin la promovarea acestei formații de tradiție înapoi pe prima scenă a fotbalului brazilian. După o serie de meciuri reușite și în prima ligă din țara sa natală, Vagner Love a fost cumpărat de formația rusească ȚSKA Moscova pentru suma de 8 milioane de dolari.
Tot în 2004, Vagner Love a debutat la echipa națională de fotbal a Braziliei, fiind selecționat de către Carlos Alberto Parreira la Copa America. Brazilia a reușit să câștige titlul, iar Vagner și-a adăugat primul titlu important la palmares.
În primul sezon la formația din capitala Rusiei, Vagner Love a dat semne că nu s-a adaptat la fotbalul din Europa și se zvonea că fotbalistul se va întoarce în prima ligă din Brazilia, la Corinthians Sao Paulo. Până la urmă, Love a rămas la ȚSKA, fiind un jucător important în angrenajul formației care a ajuns în finala Cupei UEFA de la Lisabona, din 2005.
Deși Sporting Lisabona, adversara echipei ruse din finală, a condus cu scorul de 1-0, ȚSKA Moscova a revenit în joc și a marcat de trei ori, ultima dată prin Vagner Love, pentru a câștiga pentru prima oară Cupa UEFA. Golul din finală i-a asigurat lui Vagner Love viitorul la formația moscovită.
Tot în 2005, Vagner devenea pentru prima oară campion al Rusiei cu ȚSKA, performanță pe care o va mai repeta și în 2006. În 2006, marca primul său gol pentru naționala "Cariocas" într-un meci amical jucat la Londra, pe White Hart Lane, împotriva naționalei Țării Galilor. Primul gol într-o partidă oficială îl va marca la Copa America 2007, într-un meci Brazilia - Chile 6-1. Vagner Love va câștiga la final a doua Cupă a Americii.
În 2008, Vagner a devenit golgheter al campionatului Rusiei, cu 20 de goluri marcate în 26 de partide jucate. Totodată, a fost numit Jucătorul Anului în Rusia, fiind desemnat de sports.ru drept "cel mai bun fotbalist străin care a evoluat vreodată în Rusia". În ediția 2008-2009 a grupelor Cupei UEFA, Vagner Love a marcat 8 goluri în doar patru partide, devenind golgheterul acestui stagiu al competiției.
În primăvara anului 2009, Vagner Love a contribuit din plin la calificarea lui ȚSKA Moscova în optimile Cupei UEFA, marcând două goluri în dubla manșă cu Aston Villa (3-1 la general), al treilea gol fiind marcat de Iuri Jirkov.

## Palmares

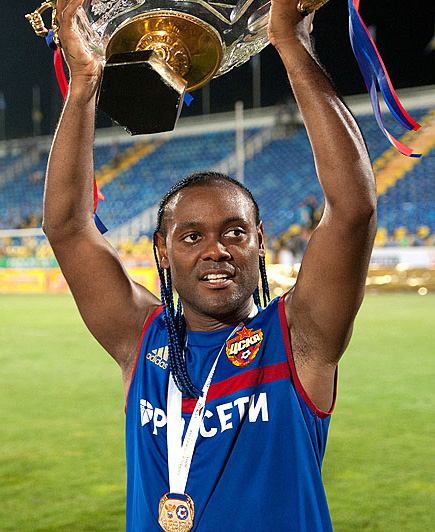
Vágner sărbătorind câștigarea Supercupei Rusiei cu ȚSKA

### Club
Palmeiras
- Série B (1): 2003

ȚSKA Moscova
- Prima Ligă Rusă (3): 2005, 2006, 2012–13
- Cupa Rusiei (6): 2004–05, 2005–06, 2007–08, 2008–09, 2010–11, 2012–13
- Supercupa Rusiei (4): 2006, 2007, 2009, 2013
- Cupa UEFA (1): 2005

### Internațional
Brazilia
- Copa America (2): 2004, 2007

### Individual
- Golgheter în Série B: 2003
- Golgheter în Pan American Games: 2003
- Golgheter în Campeonato Paulista: 2004
- Golgheter în Prima Ligă Rusă: 2008
- Golgheter în Campeonato Carioca: 2010
- Golgheterul Cupei UEFA: 2009
- Jucătorul Anului în Rusia: 2008, 2013